# Берг, Мартин
Мартин Берг (нем. Martin Berg, 4 апреля 1905 — 2 апреля 1969) — немецкий военачальник, генерал-майор вермахта, командующий несколькими дивизиями во время Второй мировой войны. Кавалер Рыцарского креста Железного креста, высшего ордена нацистской Германии. Взят в плен британскими войсками в мае 1945 года и был передан американским силам, в плену у которых находился до 1947 года.

## Награды
- Железный крест (1939)
  - 2-го класса (1 октября 1939)
  - 1-го класса (28 июня 1940)
- Нагрудный знак За ранение (1939)
  - в чёрном (19 августа 1942)
  - в серебре (10 сентября 1943)
- Нагрудный штурмовой пехотный знак (8 января 1942)
- Медаль «За зимнюю кампанию на Востоке 1941/42» (13 сентября 1942)
- Нагрудный знак «За ближний бой»
  - в бронзе (28 октября 1943)
- Немецкий крест в золоте (21 февраля 1942)
- Рыцарский крест Железного креста (30 декабря 1943)